# زاکاله
زاکاله (به لهستانی:  Zakale) یک روستا در لهستان است، که در گمینا کورچین واقع شده‌ است.